# Torpedo Mark 48
El Mark 48 y su variante mejorada de Capacidad Avanzada (ADCAP) son torpedos pesados estadounidenses para ser lanzados desde submarinos. Fueron diseñados para hundir submarinos profundos de propulsión nuclear y buques de superficie de alto rendimiento.

## Historia
El torpedo Mk-48 fue diseñado a finales de la década de 1960 para mantenerse al día con los avances en tecnología submarina soviética. En funcionamiento desde 1972, sustituyó a los torpedos Mk-37 y Mk-14 como el arma principal de los submarinos de la Marina Norteamericana. Con la entrada en servicio del nuevo submarino clase Alfa soviético en 1972, se tomó la decisión de acelerar el programa ADCAP, lo que traería importantes modificaciones al torpedo. Se llevaron a cabo pruebas para asegurar que el arma pudiera estar actualizada y se modificó con la mejora de la acústica y la electrónica. La nueva versión del arma, también conocida como Mk-48 Mod 4, fue ampliamente probada y la producción comenzó en 1985, con la puesta en servicio en 1988. Desde entonces, varias mejoras se han introducido en el torpedo. En 2012 el Mk-48 Mod 6 estaba en servicio; una versión Mod 7 se probó en 2008 en los Ejercicios navales de la Costa del Pacífico. El inventario de la Marina de EE. UU. es de 1046 torpedos Mk-48.
- Datos: Q1194008
- Multimedia: Mark 48 torpedo / Q1194008